# Winnabow (Carolina del Norte)
Winnabow es una pequeña  área no incorporada a orillas del río Lockwood Folly y el Canal Intracostero del Atlántico, ubicada del condado de Brunswick en el estado estadounidense de Carolina del Norte. Es principalmente una comunidad agrícola con tierras amplias de cultivo  en los alrededores. No hay grandes almacenes en la zona a excepción de Hand Dee Hugo's en la intersección de la Carretera de Carolina del Norte 87 y la Ruta 17.